# 로드 짐

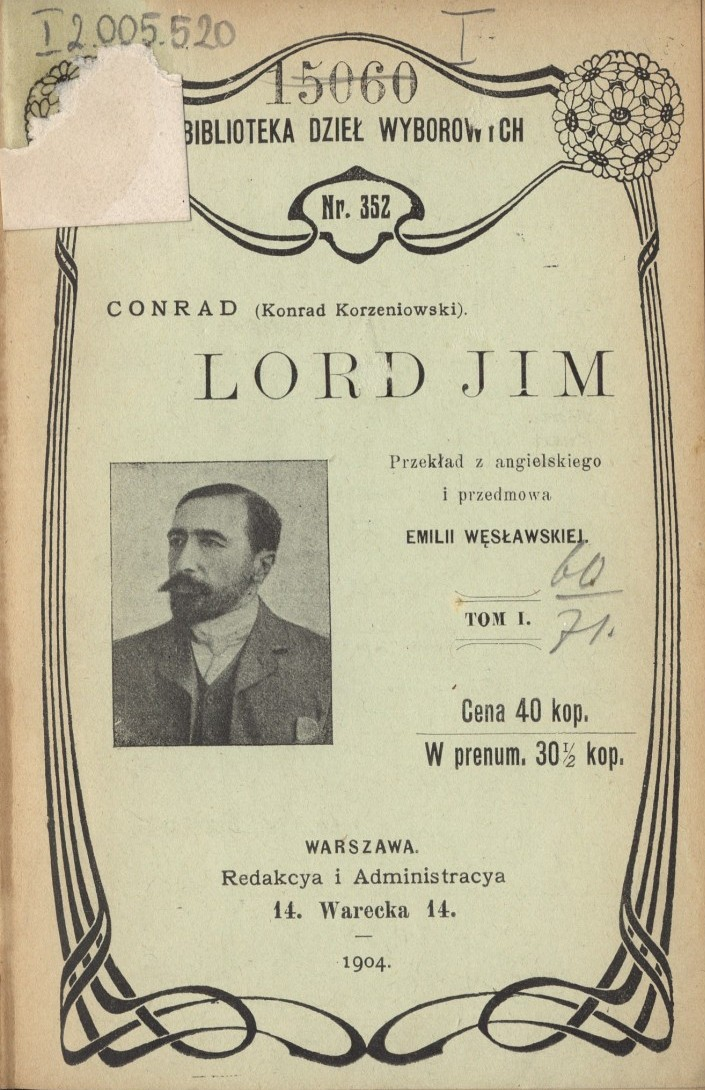
폴란드어판 《로드 짐》의 속표지.

《로드 짐》(영어: Lord Jim)은 조지프 콘래드의 소설이다.

## 소개
콘래드가 전성기에 쓴 소설 중 하나로, 전 세계적으로 널리 읽히는 작품. 20세기 모더니즘을 선도하는 동시에 모더니즘을 뛰어넘었다는 평가를 받는다. 이 소설은 파트나 호와 파투산에서 벌어지는 사건을 중심으로 전개된다. 일등항해사였던 짐이 파트나 호 침몰과 관련해 양심의 가책과 죄의식을 느끼게 되는데, 이러한 짐의 내면 심리 묘사에 초점을 맞추고 있다.
이 소설은 짐에 대한 소개로 시작된다. 목사 가문에서 태어난 짐은 대중문학의 영향을 받아 선원이 되기로 결심한다. 짐은 선원을 양성하는 연습선에서 2년간의 훈련을 무사히 마친 뒤, 낡은 파트나 호에 일등항해사로 취직하게 된다. 그러나 불행하게도 800여 명의 순례자들을 싣고 항해하던 중 파트나 호는 침몰할 위기에 처한다. 선장과 선원들은 도망치고 짐도 이에 연루된다. 이후 재판에서 일등항해서 자격을 박탈당한 짐은 말로의 소개를 받아 스타인을 만나게 되고, 파투산 무역사무소 지배인으로 부임한다. 짐은 파투산의 부기스족의 우두머리인 도라민과 협력하여 억압받던 사람들을 거둬들여 자신만의 독자적인 세력을 구축하게 된다.
이 소설에서 가장 두드러진 특징은 이야기를 전개하는 서술자다. 소설은 전지적 서술자에 의해 이야기가 시작되지만 극화된 서술자인 말로의 이야기로 끝난다. 등장인물인 서술자가 독자에게 제공하는 정보는 제한되어 있고, 불완전할 수밖에 없다. 말로는 전지적 서술자가 아니기 때문에 주관적인 입장에서 짐을 묘사하고 해석할 수밖에 없다. 짐에 대한 그의 해석은 맞을 수도 있고 틀릴 수도 있다. 이는 독자들이 말로의 이야기를 전적으로 신뢰할 수 없다는 것을 뜻한다. 콘래드는 말로라는 신뢰할 수 없는 서술자를 등장시킴으로써 전지적 서술자에 의존하는 전통적인 서사기법에서 탈피한 것이다.
《로드 짐》의 두 번째 특징은 이 작품이 연대기적 서술 방식에서 벗어났다는 점이다. 19세기 이전의 소설들이 시간순으로 사건을 배열하는 경향이 강했다면, 이 소설은 현재와 과거, 미래의 사건들이 뒤죽박죽되어 있다. 그렇기 때문에 말로의 이야기는 사건의 순서가 아닌 그의 기억의 순서에 따라 모자이크처럼 구성되어 있다.
《로드 짐》은 모더니즘 문학의 핵심적인 작품들 가운데 하나로 평가받는다. 하지만 이 소설을 단지 모더니즘에만 한정하게 되면, 이 소설 또는 콘래드의 참된 가치를 망각하거나 훼손할 우려가 있다. 이 소설은 19세기와 20세기의 문학적 전통과 시대정신을 아우르는 작품이다. 이는 콘래드가 자신이 살았던 시대를 충실하게 반영하는 동시에 뛰어넘은 작가임을 의미한다.

## 참고 자료
- 본 문서에는 지식을만드는지식에서 CC-BY-SA 3.0으로 배포한 책 소개글을 기초로 작성된 내용이 포함되어 있습니다.
  - 김태숙 역, 2009년, 지식을만드는지식 ISBN 978-89-6228-401-0